# Kyphosus sydneyanus
Kyphosus sydneyanus is een straalvinnige vissensoort uit de familie van loodsbaarzen (Kyphosidae). De wetenschappelijke naam van de soort is voor het eerst geldig gepubliceerd in 1886 door Günther.